# Debelets
Debelets (en búlgaro: Дебелец) es una ciudad de Bulgaria en la provincia de Veliko Tarnovo.

## Geografía
Se encuentra a una altitud de 154 m s. n. m. a 225 km de la capital nacional, Sofía.

## Demografía
Según estimación 2012 contaba con una población de 3 050 habitantes.
|         | 2004  | 2005  | 2006  | 2007  | 2008  | 2009        | 2010  |
| Mujeres | 2 228 | 2 217 | 2 221 | 2 216 | 2 225 | {{{m2009}}} | 2 195 |
| Varones | 2 088 | 2 086 | 2 104 | 2 073 | 2 081 | 2 080       | 2 059 |
| Total   | 4 316 | 4 303 | 4 325 | 4 289 | 4 306 | 4 283       | 4 254 |